# Voo BOAC 783
Em 2 de maio de 1953, o voo BOAC 783, um avião de Havilland Comet prefixado G-ALYV e operado pela British Overseas Airways Corporation, partiu-se no ar e caiu depois de encontrar uma forte tempestade, logo após decolar de Calcutá (agora Kolkata), Índia. Todos os 43 passageiros e tripulantes a bordo morreram.
O acidente foi seguido em menos de um ano por mais dois acidentes fatais envolvendo falhas estruturais das aeronaves Comet: o voo BOAC 781 e o voo South African Airways 201, após o qual toda a frota foi aterrada até a extensa reformulação do tipo, levando a o desenvolvimento da versão do Comet 2.

## História do voo
O voo 783 tinha origem em Singapura e era um serviço para Londres. Após uma escala programada no Aeroporto Dum Dum de Calcutá (atual Aeroporto Internacional Netaji Subhas Chandra Bose), a aeronave partiu em 2 de maio às 16:29, horário local (10:59 GMT), em seu próximo segmento para Déli.
Seis minutos após a decolagem, enquanto o jato estava subindo para 7 500 pés (2 290 metros), o contato via rádio com o controle de tráfego aéreo foi perdido. Na mesma época, testemunhas no chão, perto da vila de Jagalgori, cerca de 25 milhas (6 quilômetros) a noroeste de Calcutá, observou a aeronave caindo em chamas. Chuvas fortes e trovoadas estavam presentes na área.
Os destroços do G-ALYV foram encontrados mais tarde espalhados ao longo de 5 milhas (8,05 quilômetros), com as principais partes ainda em chamas. Não houve sobreviventes.

## Vítimas
As 43 pessoas a bordo eram 6 tripulantes e 37 passageiros de nacionalidades britânica, americana, australiana, birmanesa e filipina. Entre as vítimas estavam o político australiano Trevor Oldham e sua esposa.

## Investigação
A subsequente investigação constatou que, depois de encontrar uma tempestade, a aeronave "sofreu uma falha estrutural no ar que causou incêndio". A causa provável da falha foi relatada como "estressante, que resultou de: fortes rajadas encontradas no aguilhão de trovões, ou excesso de controle ou perda de controle pelo piloto ao voar durante a tempestade".
Os pesquisadores também recomendaram "considerar se é necessária alguma modificação na estrutura do Comet".